# Apostolos Siskos
Apostolos Siskos (grekiska: Απόστολος Σίσκος), född 24 juni 2005, är en grekisk simmare.

## Karriär
Vid EM 2024 i Belgrad tog Siskos silver på 200 meter ryggsim.